# Ricarda Jiménez
Ricarda Jiménez (Copoya, Chiapas, México; 3 de enero de 1962). Es considerada Guardiana de la Cocina Tradicional zoque. Ha participado en diversos encuentros gastronómicos en varios estados de la República, compartiendo sus saberes ancestrales. Recibió un reconocimiento por parte del grupo Amplio de Mujeres. La dirección de Patrimonio Cultural del Consejo Estatal para las Culturas y las Artes de Chiapas, dio a conocer parte de su historia, reconociendo su conocimiento y amplia trayectoria por la preservación y formación de nuevas generaciones interesadas en preservar la cultura gastronómica zoque.

## Historia de vida y trayectoria
La trayectoria de Ricarda comenzó a los 8 años, en la cocina de su abuela, quien le enseñó a preparar sus primeros tamales, junto a su madre y sus tías. Su historia de vida arraigada a la cocina tradicional tiene como base el aprendizaje de las mujeres de su comunidad. Desarrollando y aplicando sus saberes, se convirtió en una de las mayordomas más importantes de la cultura zoque. Esto la ha llevado a ser reconocida como Embajadora de la Gastronomía Zoque, enalteciendo los sabores tradicionales a partir de la inclusión de ingredientes como las flores de chipilín, de calabaza, elotes, maíces y frijoles. Es maestra de nuevas generaciones de cocineras tradicionales, sin contar con una escuela establecida de manera institucional dentro de su comunidad.
Fue incluida en el libro Sabores de México, donde el Capítulo Chiapas, fue exclusivamente dedicado a la labor de Ricarda Jiménez, exaltando las recetas que sigue elaborando y compartiendo para las mujeres de su comunidad.